# Badagoan
Badagoan é uma cidade e uma nagar panchayat no distrito de Shajapur, no estado indiano de Madhya Pradesh.

## Demografia
Segundo o censo de 2001, Badagoan tinha uma população de 6566 habitantes. Os indivíduos do sexo masculino constituem 52% da população e os do sexo feminino 48%. Badagoan tem uma taxa de literacia de 46%, inferior à média nacional de 59,5%; com 69% para o sexo masculino e 31% para o sexo feminino. 17% da população está abaixo dos 6 anos de idade.